# Johannesberg (Fulda)
Johannesberg is een plaats in de Duitse gemeente Fulda, deelstaat Hessen, en telt 874 inwoners (2006).